# Просандеев, Иван Климентьевич
Иван Климентьевич Просандеев (1915—1997) — участник Великой Отечественной войны, командир эскадрильи 91-го гвардейского штурмового авиационного полка 4-й гвардейской штурмовой авиационной дивизии 5-го штурмового авиационного корпуса 5-й воздушной армии 2-го Украинского фронта, гвардии капитан. Герой Советского Союза.

## Биография
Родился 22 апреля (6 мая по новому стилю) 1915 года на хуторе Киреево-Кадамовка области Войска Донского (ныне Октябрьский район Ростовской области) в крестьянской семье. Русский.
В 1928 году вместе с родителями переехал в хутор Вербенка Сулинского района (ныне посёлок Вербенка города Красный Сулин). Здесь окончил семилетку в школе № 1.
Работал в сельхозкоммуне имени Калинина.
Окончил 2 курса Ростовского техникума физкультуры.
В Красной Армии с 1935 года, по путевке комсомола поступил в Сталинградскую военную авиационную школу лётчиков, которую окончил в 1938 году. На фронтах Великой Отечественной войны с декабря 1941 года.
Член ВКП(б)/КПСС с 1943 года.
Командир эскадрильи гвардии капитан Иван Просандеев к январю 1945 года совершил 202 успешных боевых вылета, нанеся противнику значительный урон в живой силе и боевой технике. Всего за годы войны совершил 225 боевых вылетов, уничтожив 40 танков противника, 70 автомобилей с войсками и грузом, 12 артиллерийских батарей, 3 переправы.
После войны И. К. Просандеев продолжал службу в ВВС.
В 1947 году он окончил курсы штурманов, а в 1953 году — Высшие лётно-тактические курсы усовершенствования офицерского состава.
С 1955 года полковник Просандеев И. К. — в запасе, затем в отставке.
Жил в городе Куйбышеве. Умер 25 июня 1997 года. Похоронен в Самаре на городском кладбище.

## Награды
- Указом Президиума Верховного Совета СССР от 15 мая 1946 года за образцовое выполнение боевых заданий командования на фронте борьбы с немецко-фашистскими захватчиками и проявленные при этом мужество и героизм гвардии капитану Просандееву Ивану Климентьевичу присвоено звание Героя Советского Союза с вручением ордена Ленина и медали «Золотая Звезда» (№ 8996).
- Награждён 4-я орденами Красного Знамени, орденом Александра Невского, 2-я орденами Отечественной войны 1-й степени, 2-я орденами Красной Звезды, медалями.

## Память
- Мемориальная доска в память о Просандееве установлена Российским военно-историческим обществом на здании средней школы № 3 Октябрьского района Ростовской области, где он учился.
- На здании средней школы № 1 (ныне гимназия № 1) города Красный Сулин Ростовской области, где он учился, установлена мемориальная доска.
- На Аллее Героев в городе Красный Сулин Ростовской области установлен его барельеф.